# Tadashi Nakamura (karateka)
Kaicho Tadashi Nakamura 中村忠 (Nakamura Tadashi?) (Maoka, 22 febbraio 1942) è un karateka giapponese fondatore dello stile Seido.

## Biografia
Tadashi Nakamura nacque il 22 febbraio 1942 nella città di Maoka sull'isola di Karafuto. Il giovane Tadashi Nakamura si allenò in diverse arti marziali incluse Gōjū-ryū, Kendō, e Kyokushin. Nel 1956 iniziò a studiare con il maestro Mas Oyama (fondatore dello stile di karate Kyokushin) e nel 1959 arrivò al grado di shodan (1º grado cintura nera).
All'età di 19 anni, nel (1961), fece la sua prima apparizione in un torneo: l'All-Japan Student Open Karate Championship, dove arrivò primo. Nel 1962, prese parte a un incontro contro un campione di kickboxing tailandese. La disputa era finalizzata a determinare quale fosse la 'migliore' arte marziale. Nel vincere divenne l'eroe nazionale giapponese.
Fu a questo punto che nella vita di Nakamura iniziò la sperimentazione della propria conoscenza sopra gli altri. In primo luogo a Camp Zama (una base militare U.S.A. vicino a Tokyo) dal 1961 al 1965. Per tre anni allenò la squadra di karate dello Toho Medical University. Come se ciò non lo occupasse abbastanza ha inoltre servito come capo istruttore alla Kyokushin Karate Honbu, a Tokyo, mentre raggiungeva il suo 7º dan.
Nel 1966, Nakamura fu scelto direttamente da Masutatsu Oyama per portare il vero spirito del Kyokushin Karate in America. Quell'anno Nakamura partì per New York dove Iniziò a insegnare Kyokushin Karate, in un piccolo Dojo di Brooklyn. Nel 1971, Nakamura fondò il quartier generale del Kyokushin Karate, nel Nord America. Servì come capo del Kyokushin Karate, per l'America, per un decennio, allenando e formando molti abili studenti in quel periodo. Nel 1976, Nakamura rispettosamente si scisse dal Kyokushin Karate. Cosa che provocò molto scalpore in Giappone nonché la rabbia di Oyama che lo riteneva il peggior traditore. Inoltre Nakamura fu ferito da un colpo di pistola da ignoti in un parcheggio di Manhattan.
Nel 1976 fondò la World Seido Karate Organization, che rifletteva le sue convinzione sul vero significato del karate, basandosi su tre principi fondamentali: Amore, Rispetto e Obbedienza. 
Con il primo, l'Amore, si intende rivolto verso i propri genitori e i propri maestri, entrambi fondamentali per la formazione dell'individuo. Solo con l'Amore, infatti, potremo offrire e condividere tutto, senza aver bisogno di attaccarsi a niente.
Con il secondo, il Rispetto, si intende verso gli altri, senza il quale ci arrabbiamo e ci impegnano in azioni distruttive e non costruttive, il rispetto quindi, ci aiuta a comprendere meglio anche gli insegnamenti che ci vengono dati da chiunque, un maestro, una madre o un padre e ci migliora come persone.
Con il terzo, l'Obbedienza, si intende obbedire alle regole e ai regolamenti della scuola, di casa o anche del Dojo (il luogo dove si pratica l'arte del karate); esso nasce dall'impegno di voler conoscere sé stessi tramite l'allenamento. L'Obbedienza ci stimola, inoltre, a conservare l'umiltà e a tenere sotto controllo il proprio Ego.
Nakamura creò il Seido che in giapponese significa “via sincera”, per creare individui completi, atti a migliorare sé stessi e la società che li circonda, con i principi di amore, rispetto e ubbidienza.

## Libri e articoli
Kaicho (che significa "il Fondatore"), così chiamato dai suoi allievi del Seido, ha pubblicato molti libri e articoli riguardo al Seido Karate scrivendo delle parti fondamentali di esso, come la meditazione (lo zen), la respirazione e l'insegnamento. Alcuni di essi sono:
- One Day, One Lifetime (1995) (ISBN 0-8048-3064-9)
- The Human Face of Karate (1989) (ISBN 4-07-975055-2)
- Karate: Technique and Spirit (2001) (ISBN 0-8048-3282-X)
- Karate Kyohon (2001) (ISBN 4-07-231722-5)

Selected articles;
- Article: On Philosophy, su seido.com. URL consultato il 22 agosto 2009 (archiviato dall'url originale il 23 gennaio 2009).
- Article: On Meditation, su seido.com. URL consultato il 22 agosto 2009 (archiviato dall'url originale il 24 gennaio 2009).
- Article: Seido Philosophy, su seido.com. URL consultato il 22 agosto 2009 (archiviato dall'url originale il 24 gennaio 2009).
- Article: Teaching Karate-Do, su fightingarts.com.